# Lucie Neupert
Lucie Neupert, geborene Fischer (* 27. Juli 1896 in Frankfurt am Main; † 6. Mai 1978 in Gera) war eine in Thüringen aktive deutsche Landespolitikerin (SPD/SED).

## Familie
Lucie Fischer war Tochter des Schuhmachers Oswald Fischer. Oswald Fischer war 1912 einer der drei SPD-Abgeordneten des 23. außerordentlichen Landtags für das Fürstentum Reuß älterer Linie. Sie heiratete am 13. Februar 1943 Hermann Erwin Neupert († 15. Oktober 1951). Am 23. April 1959 heiratete sie den Bruder des ersten Ehemanns, Franz Richard Neupert. 

## Leben

### Von 1914 bis 1945
Sie besuchte acht Klassen der Volksschule und machte eine kaufmännische Lehre. Anschließend arbeitete sie als Expedientin und von 1911 bis 1923 als Kontoristin bei der Reußischen Volkszeitung in Greiz. Im Alter von 18 Jahren trat Fischer 1914 in die Sozialdemokratische Partei Deutschlands (SPD) ein. Von 1917 bis 1921 war sie Mitglied der Unabhängigen Sozialdemokratischen Partei (USPD), bevor sie zur SPD zurückkehrte. Zusammen mit ihrem späteren Mann Richard Neupert war sie in den Tagen der revolutionären Ereignisse im Jahr 1918 in Greiz aktiv. Im Jahr 1919 wurde sie Mitglied des Volksrates von Reuß und dann von 1919 bis 1922 im gemeinsamen Landtag der beiden Freistaaten Reuß. In diesem trafen 1919 vier Frauen auf 32 Männer. Fischer war dort die einzige Vertreterin für Reuß-Greiz. Am 31. März 1921 (nach Stange erst 1922) schied sie aufgrund der Verkleinerung der Gebietsvertretung aus. 
Reuß ging 1920 im Land Thüringen auf. Fischer, ab 1930 Neupert, gehörte von 1927 bis 1932 dem Thüringer Landtag an. In den Landtag der vierten Wahlperiode zog sie über den Landeswahlvorschlag der SPD ein, in der fünften Wahlperiode war sie Vertreterin des zweiten Wahlkreises. Neupert wurde im Haushaltsausschuss und im Gesuchsausschuss tätig.
Von 1933 bis 1949 war sie als Kolonialwarenhändlerin tätig.

### Von 1945 bis 1978
Als die NS-Herrschaft beseitigt war, engagierte sich Neupert wiederum in der SPD. In Gera wurde sie 1945 die Vertreterin ihrer Partei in der Stadtkommission zur Enteignung von Nazivermögen. Bei den ersten Kommunalwahlen am 8. September 1946 trat sie für die Sozialistische Einheitspartei Deutschlands (SED) an und wurde in den Stadtrat gewählt. Sie war die einzige Frau unter den sechs Beigeordneten.
Im zweiten und bis 1990 letzten Thüringer Landtag führte sie von 1950 bis 1952 ihre parlamentarische Arbeit fort. Die Abgeordneten wurden dort anhand einer Einheitsliste der Nationalen Front bestimmt. Dort war Neupert Vorsitzende der Fraktion des Demokratischen Frauenbunds (DFD) und der Konsumgenossenschaften. 1952 wurden die Länder und ihre Volksvertretungen aufgelöst.
Beruflich war Neupert ab 1949 Sekretärin und später Geschäftsführerin der Konsumgenossenschaften in Gera. Sie war Mitglied des Freien Deutschen Gewerkschaftsbundes (FDGB), des DFD und der Gesellschaft für Deutsch-Sowjetische Freundschaft (DSF).